# Gopo 2020
A XIV-a ediție a Premiilor Gopo a avut loc pe 29 iunie 2020, la Verde Stop Arena din București. Gala a fost inițial programată la data de 24 martie, la Teatrul Național din București, dar a fost amânată din cauza pandemiei de coronaviroză.
22 de lungmetraje românești lansate în cinematografe în 2019 au fost luate în considerare de juriul din acest an pentru desemnarea nominalizărilor.
Nominalizările la toate categoriile Premiilor Gopo 2020 au fost stabilite de un juriu de preselecție alcătuit din profesioniști din domeniu: Bogdan Mustață (regizor), Cristina Ionescu (monteur), Cristina Hoffman (co-fondator Aristoteles Workshop), Dan Chișu (regizor și producător), Diana Cavallioti (actriță), George Dăscălescu (director de imagine), alături de criticii și jurnaliștii de film Alin Ludu Dumbravă, Andra Petrescu, Cristi Luca, Flavia Dima și Manuela Cernat.
După anunțarea nominalizărilor, aproximativ 600 de profesioniști activi din toate domeniile industriei de film românești au fost invitați să voteze pentru desemnarea câștigătorilor trofeelor Gopo 2020, prin intermediul unui mecanism de vot asigurat de firma de audit și consultanță PwC România, cu care organizatorii Premiilor Gopo au demarat un parteneriat încă din 2011.

## Nominalizări și câștigători
| Cel mai bun film | Cel mai bun regizor |
| --- | --- |
| - La Gomera – producători: Marcela Ursu, Patricia Poienaru - Călătoria fantastică a Maronei – producător: Anca Damian - Monștri. – producători: Claudiu Mitcu, Robert Fița, Ion Ioachim Stroe - Parking – producători: Bogdan Crăciun, Tudor Giurgiu - Nu mă atinge-mă – producători: Adina Pintilie, Bianca Oana | - Corneliu Porumboiu – La Gomera - Adina Pintilie – Nu mă atinge-mă - Anca Damian – Călătoria fantastică a Maronei - Cătălin Mitulescu – Heidi - Marius Olteanu – Monștri. |
| Cel mai bun actor | Cea mai bună actriță |
| - Iulian Postelnicu – Arest. - Gheorghe Visu – Heidi - Mihai Smarandache – Parking - Radu Botar – Cardinalul - Răzvan Vasilescu – Mo | - Judith State – Monștri. - Belén Cuesta – Parking - Catrinel Marlon – La Gomera - Cătălina Mihai – Heidi - Dana Rogoz – Mo |
| Cel mai bun actor în rol secundar | Cea mai bună actriță în rol secundar |
| - István Téglás – La Gomera - Alexandru Potocean – Monștri. - Bogdan Dumitrache – Heidi - Richard Bovnoczki – Cardinalul - Șerban Pavlu – Monștri. | - Rodica Lazăr – La Gomera - Coca Bloos – Zavera - Hanna Hofmann – Nu mă atinge-mă - Julieta Szönyi – La Gomera - Mădălina Craiu – Mo |
| Cel mai bun scenariu | Cea mai bună imagine |
| - Corneliu Porumboiu – La Gomera - Andrei Cohn și Alexandru Negoescu – Arest. - Liviu Săndulescu și Bogdan Toma – Cărturan - Marius Olteanu – Monștri. - Radu Dragomir – Mo | - Tudor Mircea – La Gomera - George Chiper-Lillemark – Nu mă atinge-mă - Luchian Ciobanu – Monștri. - Marius Panduru – Parking - Oleg Mutu – Cărturan |
| Cel mai bun montaj | Cel mai bun sunet |
| - Roxana Szel – La Gomera - Adina Pintilie – Nu mă atinge-mă - Dana Bunescu – Distanța dintre mine și mine - Ion Ioachim Stroe – Heidi - José M. G. Moyano și Manuel Terceño – Parking | - Andre Rigaut, Sophie Chiabaut, Niklas Skarp și Christian Holm – La Gomera - Alexandru Dragomir – Heidi - Dominik Dolejsi, Marek Poledna, Bernhard Maisch și Veselin Zografov – Nu mă atinge-mă - Lukáš Moudrý și Diana Sagrista – Parking - Mihai Bogos și Marius Stănescu – Mo |
| Cea mai bună muzică originală | Cea mai bună scenografie |
| - Pablo Pico – Călătoria fantastică a Maronei - Julio de la Rosa – Parking - Cornel Țăranu – Cardinalul - Cristian Lolea – Zavera - Ivo Paunov și Einstürzende Neubauten – Nu mă atinge-mă | - Simona Pădurețu – La Gomera - Brecht Evens, Sarah Mazzetti și Gina Thorstensen – Călătoria fantastică a Maronei - Mihaela Poenaru – Heidi - Nora Dumitrescu și Laura Russu – Maria, Regina României - Sonia Nolla – Parking |
| Cele mai bune costume | Cel mai bun machiaj și cea mai bună coafură |
| - Ana Ioneci, Claudia Bunea – Maria, Regina României - Alexandra Alma Ungureanu Stroe – Monștri. - Cireșica Cuciuc – Heidi - Dana Păpăruz – La Gomera - Luminița Mihai – Cardinalul | - Domnica Bodogan, Nastasia Mateiu și Clara Tudose – Maria, Regina României - Alex Gherase, Milen Ivanov și Ioana Covali – Nu mă atinge-mă - Ioana Nadoleanu și Dora Codiță – Heidi - Manuela Tudor, Bianca Marca și Tania Crăciun, Alexandru Sassu – Arest. - Marga Ștefan și Gabriela Crețan – La Gomera |
| Debut regizoral | Cel mai bun film documentar |
| - Adina Pintilie – Nu mă atinge-mă - Liviu Săndulescu – Cărturan - Radu Dragomir – Mo - Marius Olteanu – Monștri. - Nora Agapi – Timebox | - Distanța dintre mine și mine – producători: Ada Solomon, Mona Nicoară, Diana Paroiu, Alexandru Solomon, (Hi Film Productions), regia: Dana Bunescu, Mona Nicoară - Emigrant Blues: un road movie în 2 ½ capitole – producător: Radu Stancu (deFilm, Wearebasca), regia: Mihai Mincan și Claudiu Mitcu - Jurnalul familiei -escu – producător: Șerban Georgescu, Liviu Tofan, (Kolectiv Film), regia: Șerban Georgescu - Omul care a vrut să fie liber – producător: Radu Stancu, regia: Mihai Mincan și George Chiper-Lillemark - Timebox – producător: Monica Lăzurean-Gorgan (Manifest Film), regia: Nora Agapi |
| Cel mai bun scurtmetraj de ficțiune | Cel mai bun scurtmetraj documentar |
| - Havana Cuba – producător: Tudor Giurgiu (Libra Films), regia Andrei Huțuleac - Afganistanii – producător: Anamaria Antoci (Domestic Film), regia: Adrian Silișteanu - Celed – producător: Anghel Damian, Anca Damian (Michelangelo Films), regia Anghel Damian - Opinci – producător: Bianca Oana, Sorin Baican, Dan Mateescu (Studioset), regia: Anton Groves, Damian Groves - Ultimul drum spre mare – producător: Marcian Lazăr, (Axel Film), regia: Adi Voicu | - El iubește ochii mei – producător: Viktoria Janssen, Lisa Wischer, Enxhi Rista (U.N.A.T.C. I.L.Caragiale, Film University Babelsberg KONRAD WOLF), regia: Enxhi Rista - Munca noastră cea de toate zilele – producător: Viktoria Janssen (U.N.A.T.C. I.L.Caragiale, Film University Babelsberg KONRAD WOLF), regia Lucia Chicoș - Trofeul Tinereții – producător: Mădălina Butnariu, regia Răzvan Oprescu |
| Tânără speranță | Gopo pentru cel mai bun film european |
| - Cătălina Mihai – actriță Heidi - Andrian Împărățel – regie scurtmetraj Patul lui Procust - Lucia Chicoș – regie scurtmetraje Contraindicații și Munca noastră cea de toate zilele - Matei Monoranu – scurtmetrajul de animație Despre ce naiba să scriu - Ștefan Azaharioaie – sunetul lungmetrajului Să nu ucizi | - Dolor y gloria – regia: Pedro Almodóvar - Leto – regia: Kirill Serebrennikov - Sunset – regia: László Nemes - The Favourite – regia: Yorgos Lanthimos - The House that Jack Built – regia: Lars von Trier |
| Gopo pentru premiul publicului | Premiul RSC |
| - Oh, Ramona! – regia: Cristina Jacob (256.111 spectatori și încasări de 5.016.357 de lei) - 5GANG: Un altfel de Crăciun – regia: Matei Dima (167.025 de spectatori și încasări de 3.762.478 lei) | - Tudor Mircea - imaginea filmului La Gomera |
| Premiul special | Premiul special |
| - Radu Cosașu (scriitor, scenarist, critic de film) | - Cristina Ionescu (monteur) |
| Gopo pentru întreaga activitate | Gopo pentru întreaga carieră |
| - Adela Mărculescu | - Virgil Andriescu |

## Prezentatori
| Nume                            | Rol |
| ------------------------------- | --- |
| Alex Bogdan                     | Prezentatorul premiilor pentru cel mai bun scurtmetraj documentar, scurtmetraj de ficțiune, coloană sonoră, tânără speranță, film european, sunet, machiaj și coafură |
| Alexandru Sterian               | Prezentatorul premiului RSC |
| Magda Catone, Cristi Popa       | Prezentatorii premiilor pentru cel mai bun actor în rol secundar și cea mai bună actriță în rol secundar                                                              |
| George Ivașcu, Dorotheea Petre  | Prezentatorii premiului pentru cea mai bună scenografie |
| Oana Giurgiu                    | Moment „In Memoriam” Cristian Singer - tehnician de sunet |
| Andreea Esca                    | Prezentatoarea premiului publicului |
| Dan Bordeianu, Ana Ciontea      | Prezentatorii premiului pentru cel mai bun montaj |
| Mihai Călin, Diana Cavallioti   | Prezentatorii premiului pentru cea mai bună imagine |
| Adrian Păduraru                 | Prezentatorul premiului pentru întreaga activitate |
| Alexandru Potocean              | Prezentatorul premiului pentru cel mai bun documentar |
| Andrei Crăciun                  | Prezentatorul premiului special |
| Aida Economu, George Piștereanu | Prezentatorii premiului pentru debut regizoral |
| Daniela Nane, Ioan Paraschiv    | Prezentatorii premiului pentru cele mai bune costume |
| Dorina Lazăr                    | Prezentatoarea premiului pentru întreaga carieră |
| Bogdan Ficeac                   | Prezentatorul premiului pentru cel mai bun scenariu |
| Marius Manole, Cosmina Stratan  | Prezentatorii premiilor pentru cel mai bun actor și cea mai bună actriță                                                                                              |
| Șerban Pavlu                    | Prezentatorul premiului pentru cel mai bun regizor |
| Ioana Flora                     | Prezentatoarea premiului pentru cel mai bun film |

## Interpretări muzicale
| Nume                                           | Cântec |
| ---------------------------------------------- | ------ |
| Tomma Alistar                                  |        |
| Doru Trăscău și Andrei Zamfir (The Mono Jacks) | Om bun |

## Filme cu multiple nominalizări
- La Gomera  – 13
- Heidi  – 10
- Monștri.  – 9
- Nu mă atinge-mă  – 9

## Filme cu multiple premii
- La Gomera  – 9
- Maria, Regina României  – 2